# 846 Lipperta
846 Lipperta este un asteroid din centura principală, descoperit pe 26 noiembrie 1916, de K. Gyllenberg.